# Mesoleius flavoguttatus
Mesoleius flavoguttatus là một loài tò vò trong họ Ichneumonidae.